# Hoornadders
Hoornadders (Cerastes) zijn een geslacht van slangen uit de onderfamilie echte adders (Viperinae) van de familie adders (Viperidae).

## Naam en indeling
De wetenschappelijke naam van het geslacht werd in 1768 voorgesteld door Josephus Nicolaus Laurenti. Er zijn vier soorten, inclusief de pas in 2010 beschreven soort Cerastes boehmei. De slangen werden eerder aan andere geslachten toegekend, zoals Coluber, Vipera en het niet langer erkende Aspis.

## Verspreiding en habitat
Alle soorten komen voor in delen van noordelijk Afrika en het Midden-Oosten en leven in de landen Verenigde Arabische Emiraten, Jemen, Oman, Israël, Jordanië, Irak, Koeweit, Saoedi-Arabië, Egypte, Libië, Tunesië, Algerije, Marokko, Mauritanië, Mali, Niger, Soedan en Westelijke Sahara, mogelijk in Iran. De habitat bestaat onder andere uit droge tropische en subtropische scrublands en hete woestijnen.

## Uiterlijke kenmerken
Hoornadders hebben vaak hoornachtige structuren op de kop. Deze komen niet bij alle soorten voor en soms komen binnen een enkel legsel zelfs zowel gehoornde als ongehoornde exemplaren voor.

## Levenswijze
De vrouwtjes kunnen zowel eierlevendbarend zijn en levende jongen baren als eierleggend zijn waarbij het nageslacht in een ei wordt geboren. Alle soorten zijn zeer giftig en een beet kan een fatale afloop hebben bij de mens. Op het menu staan vooral kleine zoogdieren zoals knaagdieren.

## Beschermingsstatus
Door de internationale natuurbeschermingsorganisatie IUCN is aan twee soorten een beschermingsstatus toegewezen. De slangen worden beschouwd als 'veilig' (Least Concern of LC).

## Soorten
Het geslacht omvat de volgende soorten, met de auteur en het verspreidingsgebied.
| Naam                             | Auteur                   | Verspreidingsgebied                                                                                             |
| -------------------------------- | ------------------------ | --- |
| Cerastes boehmei                 | Wagner & Wilms, 2010     | Tunesië |
| Hoornadder (Cerastes cerastes)   | Linnaeus, 1758           | Egypte, Libië, Tunesië, Algerije, Marokko, Mauritanië, Mali, Niger, Israël, Jordanië, Soedan, Westelijke Sahara |
| Cerastes gasperettii             | Leviton & Anderson, 1967 | Verenigde Arabische Emiraten, Jemen, Oman, Israël, Jordanië, Irak, Koeweit, Saoedi-Arabië, mogelijk in Iran     |
| Avicenna-adder (Cerastes vipera) | Linnaeus, 1758           | Egypte, Libië, Tunesië, Algerije, Marokko, Mauritanië, Mali, Niger, Westelijke Sahara, Soedan, Israël           |